# Sant'Andrea Frius
Sant'Andrea Frius (sardinsky: Sant'Andrìa 'e Frìus) je italská obec (comune) v provincii Sud Sardegna v regionu Sardinie. Nachází se ve výšce 280 metrů nad mořem a má přibližně 1 700 obyvatel. Rozloha obce je 36,16 km².